# Hilara laeta
Hilara laeta är en tvåvingeart som beskrevs av Straka 1987. Hilara laeta ingår i släktet Hilara och familjen dansflugor. Inga underarter finns listade i Catalogue of Life.